# Alexander von Kanitz
Alexander Karl Richard Graf von Kanitz, auf Saskoschin und Dommachau (* 8. November 1848 in Podangen; † 14. Februar 1940 in Saskoschin) war ein preußischer Generalleutnant.

## Leben
Alexander entstammte dem Adelsgeschlecht von Kanitz. Er war ein Sohn des Grafen Emil Carl Ferdinand von Kanitz (1807–1877), Generallandschaftsdirektor, und dessen Frau Charlotte, geborene von Sydow (1820–1868). Die beiden Politiker Hans und Georg waren seine Brüder. Sein Bruder Konrad (1844–1901) heiratete Heida von der Decken, wurde großherz.- schwerinscher Kammerherr und kgl. preuß. Rittmeister soiwe Rechtsritter des Johanniterordens. Sein jüngster Bruder Karl (1862–1940) war zweimal verheiratet und zuletzt Oberst a. D.
Kanitz trat am 16. August 1866 in das Ersatz-Bataillon des 1. Garde-Regiments zu Fuß der Preußischen Armee ein und wurde am 13. Oktober zum Portepeefähnrich ernannt. Am 7. Juli 1868 wurde er zum Sekondeleutnant befördert. Anschließend nahm er in den Jahren 1870/71 am Deutsch-Französischen Krieg teil. Vom 2. Januar bis 1. Oktober 1873 war er Adjutant des II. Bataillons. Am 18. Oktober 1875 erfolgte die Beförderung zum Premierleutnant und am 27. Februar 1881 zum Hauptmann. Am 22. März wurde er Kommandeur der Leib-Kompanie. Die Beförderung zum Major erfolgte am 24. März 1890 und vom 27. März 1892 wurde er als Kommandeur des II. Bataillons verwendet. Anschließend wurde er am 18. April 1896 zum Braunschweigischen Infanterie-Regiment Nr. 92 versetzt und dort als etatmäßiger Stabsoffizier eingeteilt. Kanitz wurde am 20. Mai zum Oberstleutnant und am 25. November 1898 zum Oberst befördert. Zugleich ernannte man ihn zum Regimentskommandeur. Am 4. November 1901 erfolgte seine Ernennung zum Kommandeur der 49. Infanterie-Brigade (1. Großherzoglich Hessische) und in dieser Stellung avancierte er am 22. April 1902 zum Generalmajor. Am 24. Februar 1905 wurde er mit dem Charakter als Generalleutnant zur Disposition gestellt.
Anschließend wohnte Kanitz in Darmstadt. Sein Gutsbesitz Rittergut Saskoschin umfasste 1922 etwa 816 ha.
Familie

Kanitz verheiratete sich am 7. Juli 1886 mit Therese Gräfin von der Groeben (1859–1938). Aus der Ehe gingen drei Kinder hervor:
- Elisabeth (1889–1974) ⚭ 1912 Wilhelm Graf Klinckowstroem († 1934)
- Albert Andreas Alexander – Albrecht genannt – (1891–1975) ⚭ 1920 Ilse von Borcke-Tolksdorf (* 1899) (fünf Kinder), verwaltete für seinen Vater Gut Saskoschin und war zugleich Herr der frhl. vom u. zum Steinschen Güter Cappenberg, des Weiteren der Herrschaft Scheda und des Wald- und Weingutes Nassau-Lorch
- Margarete (1898–1977) ⚭ 1921 Sigurd Graf von der Groeben